# جوناثان ميلور
جوناثان ميلور (بالإنجليزية: Jonathan Mellor) هو منافس ألعاب قوى بريطاني، ولد في 27 ديسمبر 1986 في بيركنهيد ‏ في المملكة المتحدة.

## وصلات خارجية
- جوناثان ميلور على موقع الاتحاد الدولي لألعاب القوى (الإنجليزية)
- جوناثان ميلور على موقع الدوري الماسي (الإنجليزية)